# Конвенція про фізичний захист ядерного матеріалу та ядерних установок
Конвенція про фізичний захист ядерного матеріалу — угода, прийнята 26 жовтня 1979 у Відні, Австрія. Перша церемонія підписання відбулася у Відні та Нью-Йорку 3 березня 1980 року, а конвенція набула чинності 8 лютого 1987 року. Конвенція передана на зберігання в Міжнародне агентство з атомної енергії. У липні 2005 року була скликана дипломатична конференція для внесення змін до Конвенції та посилення її положень, в результаті чого вона була перейменована в Конвенцію про фізичний захист ядерного матеріалу та ядерних установок.
Станом на жовтень 2018 учасниками конвенції є 157 держав плюс Європейська спільнота з атомної енергії.
Після приєднання 38 країн заявили, що не зв'язані положеннями пункту 2 статті 17 і не визнали компетенцію Міжнародного Суду у врегулюванні спорів. Після цього п'ять країн відкликали ці заперечення.
| Назва країни                    | Дата приєднання   | Дата відкликання  |
| ------------------------------- | ----------------- | ----------------- |
| Азербайджан                     | 19 січня 2004     | -                 |
| Алжир                           | 30 квітня 2003    | -                 |
| Аргентина                       | 06 квітня 1989    | -                 |
| Багамські Острови               | 21 травня 2008    | -                 |
| Бахрейн                         | 10 травня 2010    | -                 |
| Білорусь                        | 09 вересня 1993   | -                 |
| Болгарія                        | 10 квітня 1984    | 11 травня 1994    |
| В'єтнам                         | 04 жовтня 2012    | -                 |
| Гватемала                       | 23 квітня 1985    | -                 |
| Ізраїль                         | 22 січня 2002     | -                 |
| Індія                           | 12 березня 2002   | -                 |
| Індонезія                       | 05 листопада 1986 | -                 |
| Іспанія                         | 06 вересня 1991   | -                 |
| Йорданія                        | 07 вересня 2009   | -                 |
| Катар                           | 09 березня 2004   | -                 |
| Китайська Народна Республіка    | 10 січня 1989     | -                 |
| Корея                           | 07 квітня 1982    | -                 |
| Куба                            | 26 вересня 1997   | -                 |
| Кувейт                          | 23 квітня 2004    | -                 |
| Лаос                            | 29 вересня 2010   | -                 |
| Мозамбік                        | 03 березня 2003   | -                 |
| Монголія                        | 28 травня 1986    | 18 червня 1990    |
| М'янма                          | 06 грудня 2016    | -                 |
| Оман                            | 11 липня 2003     | -                 |
| Пакистан                        | 12 вересня 2000   | -                 |
| Перу                            | 11 січня 1995     | -                 |
| Південно-Африканська Республіка | 17 вересня 2007   | -                 |
| Польща                          | 05 жовтня 1983    | 18 червня 1997    |
| Респу́бліка Ель-Сальвадо́р        | 15 грудня 2006    | -                 |
| Республіка Кіпр                 | 23 липня 1998     | -                 |
| Росі́йська Федера́ція             | 25 травня 1983    | 22 липня 2007     |
| Румунія                         | 23 листопада 1993 | -                 |
| Саудівська Аравія               | 07 січня 2009     | -                 |
| Сент-Люсія                      | 14 вересня 2012   | -                 |
| Сінгапур                        | 22 вересня 2014   | -                 |
| Туреччина                       | 27 лютого 1985    | -                 |
| Угорщина                        | 04 травня 1984    | 30 листопада 1989 |
| Франція                         | 06 вересня 1991   | -                 |

Державний департамент США заявив:
Конвенція про фізичний захист ядерного матеріалу передбачає певні рівні фізичного захисту під час міжнародного транспортування ядерного матеріалу. Він також встановлює загальні рамки співпраці між державами у сфері захисту, відновлення та повернення вкраденого ядерного матеріалу. Крім того, Конвенція перелічує певні серйозні злочини, пов’язані з ядерним матеріалом, за які держави-учасниці мають покарати і за які правопорушники підлягають системі екстрадиції або переслідування.